# Eupelmus nubifer
Eupelmus nubifer är en stekelart som beskrevs av Charles Thomas Brues 1907. Eupelmus nubifer ingår i släktet Eupelmus och familjen hoppglanssteklar. Inga underarter finns listade i Catalogue of Life.